# Spätschicht (Kurzgeschichte)
Spätschicht, im englischsprachigen Original Graveyard Shift, ist eine Kurzgeschichte des amerikanischen Autors Stephen King aus dem Jahr 1970. Sie erschien erstmals im Oktober 1970 in dem Magazin Cavalier und ist enthalten in Kings Sammlung Nachtschicht (orig. Night Shift). 1990 erfolgte eine Verfilmung der Geschichte als Nachtschicht, die lose auf der Geschichte basiert.

## Entstehung und Hintergrund
Spätschicht gehört zu den frühen Werken von Stephen King und wurde nach seiner eigenen Darstellung in seinem Buch Das Leben und das Schreiben durch die Textilfabrik Worumbo Mills and Weaving in Lisbon Falls inspiriert, in der er kurz vor seinem Schulabschluss arbeitete. In der Woche um den 4. Juli wurde die Fabrik geschlossen und von einer Putzkolonne gesäubert, einschließlich der Keller. King, der sich zu dieser Arbeit gemeldet hatte, aber nicht berücksichtigt worden war, hörte später von einem der Beteiligten, im Keller hätte es Ratten, so groß wie Katzen oder Hunde gegeben. Wenig später schrieb er „an einem Nachmittag“ die Geschichte und konnte sie für 200 US-Dollar verkaufen, sein bis dahin höchstes Autorenhonorar. Das 1952 gegründete Cavalier-Magazin veröffentlichte ursprünglich, wie frühere Pulp-Magazine, vor allem Kurzgeschichten und Novellen verschiedener Autoren; später entwickelte es sich zu einem Männermagazin ähnlich dem Playboy. King veröffentlichte in den 1970er Jahren noch mehrere seiner Kurzgeschichten in dem Magazin und auch im Cavalier Yearbook. Spätschicht ist die insgesamt dritte Kurzgeschichte von King, die gedruckt wurde.

## Inhalt und formaler Aufbau
Die Kurzgeschichte ist in Abschnitte unterteilt, die jeweils mit einer Uhrzeit und einem Wochentag überschrieben sind. Ihr Protagonist ist Hall (sein Vorname wird nicht genannt), aus dessen Perspektive die Geschichte (bis auf den Schlussabschnitt) personal erzählt wird. Nach abgebrochenem Studium lebt er von Gelegenheitsjobs und arbeitet derzeit in einer Spinnerei in dem fiktiven Ort Gates Falls, am liebsten in der Nachtschicht, weil er dort von niemandem gestört wird außer den zahlreich vorkommenden Ratten. Er bedient den „Picker“, eine riesige alte Maschine, deren Zweck unklar bleibt, und vertreibt sich die Zeit damit, mit leeren Dosen auf die Ratten zwischen den Baumwollsäcken zu werfen.

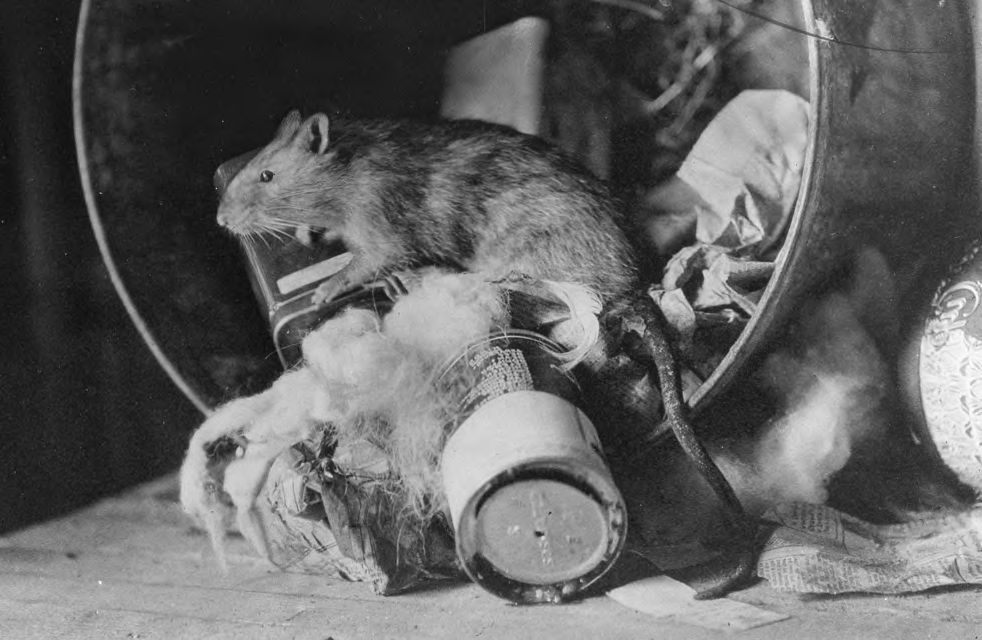
Die Kellerräume und Geröllberge sind von unzähligen großen Ratten bevölkert

Im ersten Abschnitt Zwei Uhr nachts. Freitag erhält Hall von dem Vorarbeiter Warwick das Angebot, in der Woche um den 4. Juli, in der die Spinnerei geschlossen ist und er keinen Lohn erhalten würde, gemeinsam mit anderen Freiwilligen das seit zwölf Jahren nicht mehr gereinigte Kellergeschoss der Spinnerei in der Zeit der Spätschicht zu säubern. Im Abschnitt Elf Uhr abends. Montag beginnt die Arbeit: Hall soll mit einer Gruppe alte Möbel und Gerümpel ausräumen, während eine andere Gruppe mit Hochdruckschläuchen den Schmutz beseitigt. In Zwei Uhr nachts. Dienstag wird anlässlich eines Gesprächs zwischen Hall und seinem stets jammernden Kollegen Wisconsky die Unzumutbarkeit der Arbeit verdeutlicht, die durch Schmutz, unerträglichen Gestank und das Vorhandensein ungeheurer Mengen riesiger Ratten gekennzeichnet ist. In den folgenden Abschnitten kommt es immer wieder zu Konflikten mit dem Vorarbeiter; vor allem Hall stellt sich ihm entgegen. Am Dienstagmorgen hört er in einer Arbeitspause, dass ein Kollege von einer Ratte gebissen wurde. Am Mittwoch, während Hall zusammen mit Wisconsky an den Schläuchen arbeitet, nehmen die Angriffe von Ratten auf die Männer zu, die zu meutern beginnen. Die Schläuche werden auf noch nicht geräumtes Gerümpel gerichtet, aus dem Ratten flüchten, die so groß wie Katzen und junge Hunde sind. In der Nachtschicht am Donnerstag sind die Ratten plötzlich verschwunden. Hall entdeckt eine geschlossene Falltür, die in einen noch tieferen Keller führt, und vermutet, dass die Ratten sich dorthin zurückgezogen haben. Warwick will den Tiefkeller ignorieren, aber Hall droht ihm mit den städtischen Verordnungen zur Ungezieferbekämpfung, die er in der örtlichen Bibliothek gefunden hat und gegen die das Unternehmen verstößt. Der wütende Warwick, der Hall zuerst entlassen wollte, muss sich darauf einlassen, mit Hall und Wisconsky durch die Falltür hinunterzusteigen.
Im längsten Abschnitt der Geschichte, Vier Uhr morgens. Donnerstag, erkunden die drei Männer, mit Taschenlampen und einem Schlauch bewaffnet, den Tiefkeller. Als klar wird, dass er viel älter als die Spinnerei ist und außerhalb ihrer Grundmauern liegt, will Warwick zurück, aber Hall zwingt ihn mit vorgehaltenem Schlauch zum Weitergehen, während Wisconsky in Panik zurückrennt. Sie finden ein vermodertes Skelett und werden von mutierten, metergroßen blinden Riesenratten mit zurückgebildeten Hinterbeinen umzingelt, während an der Decke Fledermäuse hängen, die so groß wie Krähen sind. Am Ende des Kellers treffen sie auf eine Vertiefung, an deren Rand der vorausgehende Warwick entsetzt stehenbleibt und dann zurück will. Hall richtet den Schlauch auf ihn, und Warwick stürzt hinab. Hall tritt an den Rand und sieht, wie in der Tiefe die „Rattenkönigin“, groß wie ein Kalb, Warwick zerfleischt. Hall tritt den Rückweg an, aber die Ratten haben den Schlauch zernagt; er kann sich gegen die jetzt massenhaft angreifenden Ratten und Fledermäuse nicht mehr zur Wehr setzen und wird überwältigt. Im kurzen letzten Abschnitt Fünf Uhr morgens. Donnerstag warten die übrigen Männer vergebens auf Halls und Warwicks Rückkehr und entschließen sich dann, ebenfalls hinabzusteigen.

## Einflüsse und Wirkungen
Eine wichtige literarische Anregung zu der Geschichte war die Erzählung Die Ratten im Gemäuer von H. P. Lovecraft, in der es ebenfalls um eine unheimliche Bedrohung durch gefräßige Rattenschwärme und geheimnisvolle alte Keller unterhalb von Kellern geht. Auf einen weiteren Einfluss weist King selbst indirekt in seinem Essayband Danse Macabre hin: Für seinen vier Jahre nach Nachtschicht entstandenen Roman Brennen muss Salem, in dem Ratten eine Müllkippe bevölkern, ließ er sich sowohl durch Spätschicht (King spricht in diesem Zusammenhang von „einem kleinen Selbstplagiat“) als auch durch Bram Stokers Roman Dracula anregen, in dem die Vampirjäger in den Keller des Anwesens Carfax vordringen und dort auf Massen von Ratten stoßen. In einer ersten Fassung von Brennen muss Salem wurde der Protagonist Jim Cody im Keller der Pension von Ratten gefressen. King strich diese Szene auf Anraten seines Lektors als zu grausam. An anderer Stelle erwähnt er Henry Kuttners klassische Kurzgeschichte The Graveyard Rats, deren Protagonist in einem unterirdischen Tunnel, von Ratten angegriffen, vergeblich zurückzufliehen versucht und umkommt.
In Spätschicht erscheint zum ersten Mal der fiktive Ort „Gates Falls“ in Maine, den Stephen King in mehreren seiner Romane und Geschichten wieder aufgriff, etwa in Brennen muss Salem, Amok, Dead Zone – Das Attentat, In einer kleinen Stadt und Revival.

## Rezeption
Als eine der ersten Geschichten des noch unbekannten Stephen King fand Spätschicht nach der Erstveröffentlichung im Cavalier keine große Beachtung. Erst als Teil der 1978 erschienenen Kurzgeschichtensammlung Nachtschicht wurde die Geschichte bekannt. Stephen J. Spignesi setzt sie in seiner kritischen Würdigung der 100 besten Werke von Stephen King auf Rang 78 und nennt sie „one of his all-time best“ und „a classic“. Marcel Feige hingegen gibt in seinem Großen Lexikon über Stephen King nur eine Inhaltsangabe, jedoch keine Bewertung.
Die literaturwissenschaftliche Beschäftigung mit dem Text hat verschiedene Aspekte herausgearbeitet. Tony Magistrale stellt Stephen King in den Traditionszusammenhang der amerikanischen Literatur: Er hebt hervor, dass die Darstellung bedrängender und bedrohlicher Räume als Ausdruck innerer Ängste auf Edgar Allan Poe zurückverweist, die Schilderung unmenschlicher Arbeitsbedingungen auf Herman Melville, und sieht das morsche Fabrikgebäude, das ein eigenes verborgenes Leben zu führen scheint, als Fortsetzung der verhexten Burgen aus der Gothic Literature. Für ihn illustriert die Kurzgeschichte zudem eine zentrale moralische Maxime Kings: Wenn Menschen nicht anständig miteinander umgehen, dann geben sie den unmenschlichen Mächten des Bösen Macht. Die ausbeuterische Behandlung der Arbeiter durch Warwick veranlasst den Ausbruch des Horrors, aber selbst Hall, der sich anfänglich gegen Warwicks Brutalität gewehrt hat, verfällt am Ende in einen kalten Zynismus, mit dem er das eigene Leben riskiert, um Warwick zu vernichten, und damit auch sein Ende herbeiführt. Magistrale geht sogar so weit, eine Parallele zwischen den entfremdeten und unterdrückten Arbeitern und den mutierten Ratten zu ziehen. Auch Jonathan P. Davis liest die Kurzgeschichte als Parabel auf die Folgen eines ungehemmten Kapitalismus, während andere Autoren auf die phallische Symbolik des Hochdruckschlauchs verweisen und im Verhältnis von Hall zu Warwick, der mit der verächtlichen Bezeichnung „college boy“ ständig Halls Männlichkeit in Zweifel zieht, die Auseinandersetzung mit einem Männlichkeitsideal sehen, das, indem es vordergründig die Oberhand gewinnt, den eigenen Untergang besiegelt.
1990 erfolgte eine Verfilmung als Nachtschicht, die lose auf der Geschichte basiert. Nach Ansicht Rocky Woods ist sie „der vielleicht schlechteste Film, der je nach einer Geschichte Kings gedreht wurde“. Zudem gibt es sowohl auf Englisch wie auch auf Deutsch Hörbuchfassungen der Geschichtensammlung und damit auch der Geschichte. So veröffentlichte sie der Lübbe Audio Verlag von 1996 bis 2009 in drei Teilen.

## Veröffentlichungen
Die Geschichte Graveyard Shift erschien im Original auf Englisch im Jahr 1970 und wurde in dem Magazin Cavalier veröffentlicht. Danach wurde sie in die Kurzgeschichtensammlung Nightshift, auf Deutsch Nachtschicht, übernommen:
Englischsprachige Ausgaben:
- Graveyard Shift, in: Cavalier 20, Oktober 1970
- Graveyard Shift, in: Night Shift, Doubleday, Garden City 1978, ISBN 978-0-385-12991-6.

Deutsche Ausgaben:
- Spätschicht, in: Nachtschicht. Lübbe, Bergisch Gladbach 1988 (Erstauflage), ISBN 978-3-404-13160-0.

Das Buch wurde zudem in Lizenz in der Deutschen Buchgesellschaft bei Bertelsmann veröffentlicht.

## Belege
1. ↑  Stephen King: Das Leben und das Schreiben. Wilhelm Heyne Verlag, München 2011 (übersetzt von André Fischer), ISBN 978-3-453-43574-2, Seite 73.
2. 1 2  Stephen J. Spignesi: The Essential Stephen King. A Ranking of The Greatest Novels, Short Stories, Movies, and Other Creations of the World's Most Popular Writer. New Page Books, Franklin Lakes NJ 2001, S. 257–259
3. 1 2 3  Stephen King: Spätschicht. In: Nachtschicht, C.A. Koch’s Verlag Nachfolger GmbH, Gütersloh o. J., im Auftrag für die Bertelsmann Club GmbH, Lizenzausgabe mit Genehmigung von Bastei-Lübbe, Seite 61–80.
4. ↑  Robert M. Price: Stephen King and the Lovecraft Mythos. In: Darrell Schweitzer (ed.): Discovering Stephen King. Starmont House, Mercer Island, Washington 1985 (Starmont Studies in Literary Criticism No. 8), S. 109–122, hier: S. 121
5. ↑  “this bit of self-plagiarism”; Stephen King: Danse Macabre. Berkley Books, New York 1983, S. 27
6. ↑  Stephen King: Danse Macabre. Berkley Books, New York 1983, S. 26–27
7. ↑  Stephen King: Danse Macabre. Berkley Books, New York 1983, S. 135
8. ↑  Spätschicht. In: Marcel Feige: Das grosse Lexikon über Stephen King, 2. Auflage, Lexikon Imprint, Schwarzkopf & Schwarzkopf, Berlin 2001, ISBN 3-89602-228-8; Seite 283.
9. ↑  Tony Magistrale: Landscape of Fear. Stephen King's American Gothic. Popular Press, Madison WI 1988, S. 16–18, 26
10. ↑  Tony Magistrale: Landscape of Fear. Stephen King's American Gothic. Popular Press, Madison WI 1988, S. 26–28
11. ↑  Jonathan P. Davis: Stephen King's America. Bowling Green OH, Bowling Green State University Popular Press 1994, S. 80
12. ↑  Douglas Keesey: “The Face of Mr. Flip”: Homophobia in the Horror of Stephen King. In: Harold Bloom (ed.): Stephen King. Updated Edition. Chelsea House, New York 2007 (Bloom’s Modern Critical Views), S. 67–82, hier: S. 77
13. ↑  “Possibly the worst film ever made from a King story”. In: Rocky Wood: Stephen King. A Literary Companion. McFarland, Jefferson NC und London 2011 (McFarland Literary Companions 11), S. 90